# Falkenberg (Tauche)
Falkenberg (niedersorbisch Sokolnica) ist ein Ortsteil der Gemeinde Tauche im Brandenburger Landkreis Oder-Spree mit rund 190 Einwohnern.
Falkenberg liegt neun Kilometer südwestlich der Kreisstadt Beeskow inmitten von Feldern und Wiesen. Ackerbau und Viehzucht bestimmen das Wirtschaftsleben des 1495 erstmals erwähnten Platzdorfs und ehemaligen Ritterguts. Die Kirche des ursprünglichen Pfarrdorfs wurde 1770 abgerissen und nicht wieder ersetzt. In Falkenberg befindet sich eine Außenstelle des Meteorologischen Observatoriums Lindenberg.

## Geographie

### Naturraum und Gemarkung
Falkenberg liegt nördlich des Großen Kossenblatter Sees auf der Beeskower Platte, die als Nr. 824 in den Naturräumlichen Haupteinheiten Deutschlands in der Haupteinheitengruppe Nr. 82 Ostbrandenburgisches Heide- und Seengebiet geführt wird. Im Untergrund der Platte überwiegen Saaleeiszeitliche Grundmoränenflächen, die weitgehend von flachwelligen Endmoränenbildungen der letzten Eiszeit überlagert werden.
Die etwa quadratische, 421 Hektar umfassende Gemarkung Falkenberg liegt auf dem „platten Land“ auf einer Höhe zwischen rund 75 m ü. NN im Norden und rund 65 m ü. NN im Süden. Der Dorfkern befindet sich auf einer mittleren Höhe von 68 m ü. NN. Das Gebiet ist weitgehend von Offenland mit Wiesen und Äckern geprägt. Entlang der Fließe gibt es einige größere Baumbestände.

### Nachbarorte und Verkehrsanbindung

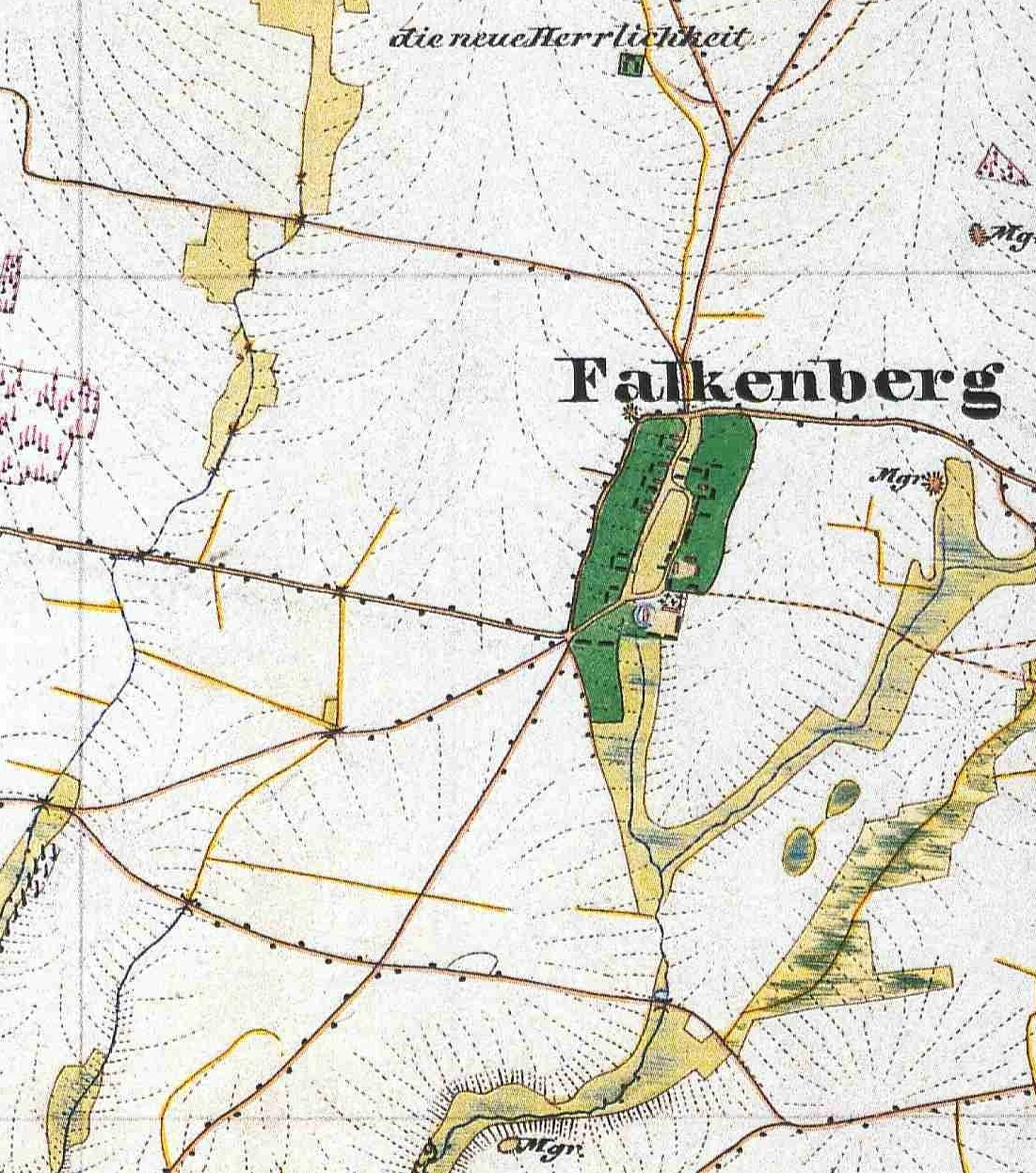
Falkenberg in der Preußischen Uraufnahme von 1846. Der Kartenausschnitt gibt etwa die heutige Gemarkung des Orts wieder.

Die Gemarkung Falkenberg grenzt im Osten an die Gemarkung Tauche, den namengebenden Ortsteil und Verwaltungssitz der großflächigen, amtsfreien Gemeinde Tauche. Im Süden schließt sich das Gebiet Wulfersdorfs, im Westen das Gebiet Görsdorfs und im Nordwesten das Gebiet Lindenbergs an. Diese drei Dörfer gehören gleichfalls zur Gemeinde Tauche. Im Nordosten folgt die Gemarkung Buckow, ein Ortsteil der Gemeinde Rietz-Neuendorf.
Hauptverkehrsader des Dorfs ist die Landesstraße 422, die den Ort nach Westen mit Görsdorf und nach Osten mit Kohlsdorf, einem Ortsteil der Kreisstadt Beeskow, verbindet. In Wendisch-Rietz und Beeskow stellt die Landesstraße den Anschluss an die Bundesstraße 246 her, in Beeskow ferner an die Bundesstraße 87. Von Norden mündet zudem die Kreisstraße 6727 aus Lindenberg kommend in das Dorf ein und endet dort. Im Öffentlichen Nahverkehr vernetzt die Linie 405 des Busverkehrs Oder-Spree (BOS) Falkenberg mit den umliegenden Dörfern und mit den Bahnhöfen in Lindenberg, Wendisch-Rietz, Beeskow und Storkow. Die nächstgelegenen Bahnhöfe befinden sich in Lindenberg und Buckow, beides Haltepunkte der eingleisigen Nebenbahn Königs Wusterhausen–Grunow (ODEG Linie 36 zwischen Berlin-Lichtenberg und Frankfurt (Oder)).

### Dorfstruktur und Gewässer
Angelegt wurde Falkenberg als Viereckplatzdorf, eine typische Siedlungsform der Deutschen Ostsiedlung. Der von Nord nach Süd ausgerichtete Platz bildet noch das Zentrum des Dorfs und wird von der Falkenberger Hauptstraße (Teil der Landesstraße 422) eingefasst. Zumeist giebelständig zur Straße hin gruppieren sich die Bauernhäuser um den Platz. Später entstanden weitere Wohngebiete im Westen entlang der Premsdorfer Straße und im Südwesten entlang dem Wulfersdorfer Weg.

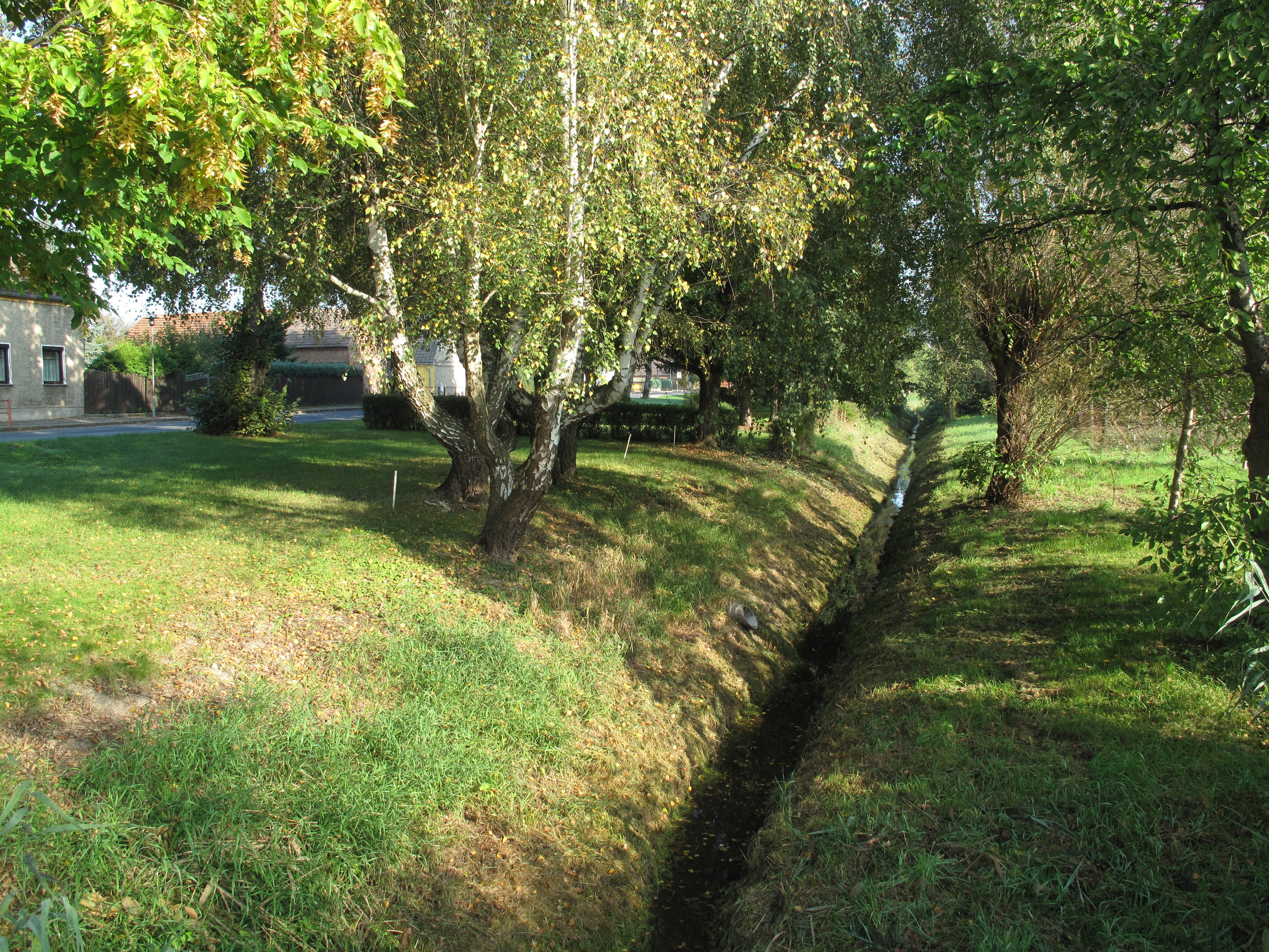
Zentraler Dorfplatz mit dem Kossenblatter Mühlenfließ

Der zentrale langgestreckte Platz besteht aus einer teils baumbestandenen Wiese und wird mittig vom Kossenblatter Mühlenfließ durchflossen. Das Fließ tritt im Norden auf einer Höhe von 69,4 m ü. NN in den Platz ein und verlässt ihn im Süden auf einer Höhe von 67,2 m, sodass es beim Lauf durch das Dorfzentrum 2,2 Höhenmeter verliert. Das Kossenblatter Mühlenfließ entspringt westlich von Buckow auf einer Höhe von rund 82 m, durchfließt südlich von Falkenberg mehrere Fischteiche, anschließend den Großen und Kleinen Kossenblatter See, und mündet nach 10,854 Kilometern Länge nördlich des Schlosses Kossenblatt auf einer Höhe von rund 40 Metern in die Schlossspree, einen Nebenarm der Krummen Spree. Östlich des Falkenberger Ortskerns entspringt der 1,467 Kilometer lange Falkenberger Graben, der nach kurzem Lauf südlich des Dorfkerns in das Kossenblatter Mühlenfließ mündet. Im Nordwesten der Gemarkung Falkenberg beginnt das Görsdorf-Wulfersdorfer-Fließ, das gleichfalls von Nord nach Süd strömt und nach 4,952 Kilometern westlich von Wulfersdorf im Großen Kossenblatter See endet.
Allerdings sind die Wasserläufe stellenweise unterbrochen oder liegen trocken. Das Kossenblatter Mühlenfließ ist Teil des Gewässerentwicklungskonzepts (GEK) Krumme Spree zur naturnahen Entwicklung von Fließgewässern im Rahmen der EU-Wasserrahmenrichtlinie (WRRL), das die Durchgängigkeit des Kossenblatter Mühlenfließes und weiterer Gewässer der Region wiederherstellen will.

## Geschichte
Die Liste der Bodendenkmale verzeichnet in Falkenberg eine Siedlung aus der Urgeschichte und eine der Bronzezeit sowie den „Dorfkern deutsches Mittelalter“ und den „Dorfkern Neuzeit“. Für eine slawische Landnahme gibt es keine Anhaltspunkte oder Funde.

### Ersterwähnungen und Namengebung
Die erste urkundliche Erwähnung des Orts – bereits in der heutigen Schreibweise „Falkenberg“ – befindet sich in dem Meißener Bistumsmatrikel von 1495. Im Erbregister der Herrschaft Storkow von 1518 (Falkenberg gehörte allerdings zur benachbarten Herrschaft Beeskow) und in einem Landreiterbericht von 1652 ist das Dorf als Falckenbergk verzeichnet.
Der Name geht zurück auf das mittelniederdeutsche Valkenberch, von mittelniederdeutsch valke ‚Falke‘ und berch für ‚Berg‘. Nach dem Brandenburgischen Namenbuch handelt es sich bei Falkenberg um einen Modenamen der Deutschen Ostsiedlung, der allein im Land Brandenburg siebenmal vorkommt. Da sich bei Falkenberg keine wesentlichen Erhebungen befinden, hält das Namenbuch auch einen heraldischen Namen für möglich. Das heißt, dass sich der Falke im Wappen des Gründers beziehungsweise Besitzers des Orts befunden haben könnte.
Der niedersorbische Name Sokolnica ist eine jüngere Übersetzung des deutschen Ortsnamens Falkenberg (ober- und niedersorbisch Sokoł = Falke), die auf Arbeiten des sorbischen Volkskundlers Arnošt Muka aus dem 19./20. Jahrhundert beruht. Die sorbische Namensform Sokolnica geht also mit einiger Sicherheit nicht auf einen historischen slawischen Ortsnamen zurück, zumal in Falkenberg keinerlei slawische Siedlungstätigkeit nachgewiesen ist.

### Falkenberg im Besitz derer von Maltitz und von Hobeck, 1520 bis 1652

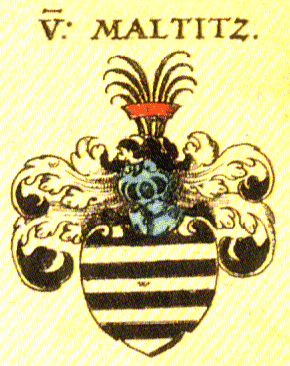
Wappen derer von Maltitz

Im Jahr 1520 war Falkenberg im Besitz des Nickel von Maltitz aus dem alten meißnisch-sächsischen Adelsgeschlecht von Maltitz, das im Bereich der heutigen Gemeinde Tauche und in weiteren Orten der Herrschaft Beeskow reich begütert war und das zu den wenigen Familien der Region gehörte, die Teile ihres Besitzes bis in das späte 18. Jahrhundert halten konnten. Ihren letzten Besitz Kummerow verkauften die von Maltitz 1793. Allerdings gelang es der weit verzweigten Familie nach Angabe des Historikers Carl Petersen nicht, einen größeren Gutskomplex in diesem Landstrich für längere Zeit zusammenzufassen und zu befestigen.
Laut Petersen hatte Nickel von Maltitz durch seine Gutskäufe seine Kräfte derart überspannt, dass er Falkenberg bereits 1530 an die von Hobeck weiterverkaufte. Donnerstags nach Bartholomäi 1553 (24. August) erhielten Joachim der Ältere, Joachim der Jüngere und Asmus Gebrüder von Hobeck von Bischof Johann VIII. (Horneburg) von Lebus die Belehnung für Falkenberg mit Zubehör. Mitbelehnt zur gesamten Hand waren ihre Vettern Georg und Franz von Hobeck auf Radlow. Falkenberg blieb das Hauptgut derer von Hobeck bis nach 1620. Im Stichjahr 1600 verfügten die von Hobeck über das Kirchenpatronat. Die Familie von Hobeck sei bald in völligen Verfall geraten und ihre Streitigkeiten und Gewaltsamkeiten hätten den Kurfürsten gezwungen, die beiden letzten Besitzer von Falkenberg, Heinrich und Joachim von Hobeck, des Landes zu verweisen. Um 1620 ging Falkenberg zurück an die von Maltitz, diesmal an Nickel von Maltitz zu Giesensdorf, in dessen Hand das Dorf bis 1652 blieb.
Im Jahr 1553 ist Falkenberg als Dorf, Rittersitz und Vorwerk verzeichnet. 1576 waren zwei Bauern, zwölf Kossäten und ein Häusler ansässig. Im Jahr 1600 gliederte sich Falkenberg in 19 Ritterhufen und drei Bauernhufen, daneben gab es zwölf Kossäten und einen Hirten im Ort. Im Dreißigjährigen Krieg (1618–1648) wurde wahrscheinlich die Kirche zerstört. Vier Jahre nach Kriegsende, 1652, waren nur noch sieben Kossäten vorhanden; drei wüste Bauernhufen wurden zum Rittersitz gezogen. Ein Kossät, dessen Hof abgebrannt war und der ein Meier des Junkers war, wohnte auf einem Kossätenhof, der keinen Wirt mehr hatte.

### Nach dem Dreißigjährigen Krieg, Entwicklung 1652 bis 1738
Zwischen 1652 und 1665 war Falkenberg im Besitz der von Oppen zu Kossenblatt. In Kossenblatt hatte der brandenburgische Oberkammerherr Georg von Oppen 1581 das Gut und Herrenhaus gekauft, neben dem von 1705 bis 1712 das später königliche Schloss Kossenblatt errichtet wurde. Von 1665 bis 1682 wiederverkäuflich bei den von Pannwitz – einem Uradelsgeschlecht aus der Ober- und Niederlausitz, Schlesien und der Grafschaft Glatz – ging Falkenberg anschließend an Siegmund Gottfried von Bredow, der es 1718 an den Reichsgrafen Friedrich von Blumenthal veräußerte. Zwischen 1727 und 1730 war der Ort in der Hand des Fiskus und von 1730 bis 1738 in der Hand des Eberhard Wilhelm Freiherr von Hohenstedt (meist: Honstedt, Hohnstedt; landsässige Adelsfamilie aus dem Fürstentum Lüneburg), der Capitain (Hauptmann) im Regiment von Loeben gewesen und ab 1732 Landrat des Kreises war.
Im Jahr 1692 war Falkenberg in folgender wirtschaftlicher/sozialstruktureller Verfassung, angebaut wurde in Form der Dreifelderwirtschaft:
- Ein Zweihüfner (wüst)

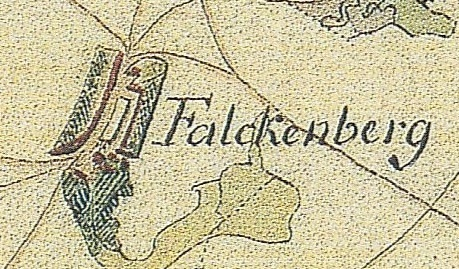
Das Platzdorf Falkenberg im Schmettauschen Kartenwerk von 1767/87

- Ein Einhüfner (wüst), den Acker der wüsten Hufe nutzte die Obrigkeit
- Zwölf Kossäten (fünf wüst)
- Ein Pachtschäfer, ein Hirte
  - Drei Bauernhufen mit einem Wispel, zwei Scheffel Winter- und neun Scheffel Sommersaat
  - Kossäten zu fünf Scheffel Winter- und zwei Scheffel Sommersaat
    - gesamt (laut HOL) drei Wispel, vierzehn Scheffel Winter- und eine Wispel, neun Scheffel Sommersaat
- Drei Felder; gewannen das dritte Korn
- Kein Heu und keine Rohrung; mittelmäßige Hütung; kein Holz und keine Fischerei; hielten keine Schafe.[5]

### Falkenberg unter der Herrschaft Königs-Wusterhausen, 1738 bis 1872
Im Jahr 1736 hatte der „Soldatenkönig“ Friedrich Wilhelm I. das Gut und Schloss Kossenblatt gekauft, das er gelegentlich als Jagdschloss nutzte. Stammsitz des Königs blieb das Schloss Königs Wusterhausen. Den Kossenblattschen Besitz, zu dem bereits Dörfer wie Briescht und Werder gehörten, erweiterte Friedrich Wilhelm 1738 durch den Kauf von Falkenberg, sodass Falkenberg nunmehr unter der Herrschaft Königs Wusterhausens stand, unter der der Ort bis 1872 verblieb. Friedrich Wilhelm III. vererbpachtete Falkenberg 1810 an den Major Gustav Siegfried von Blücher (1770–1854), einen Neffen des Generalfeldmarschalls Gebhard Leberecht von Blücher. Die jährliche Pacht betrug 810 Taler, das Erbstandsgeld 3180 Taler. Dem 1854 verstorbenen Gustav Siegfried folgte Conrad Leberecht von Blücher, der das Gut später Hugo Mack überließ.

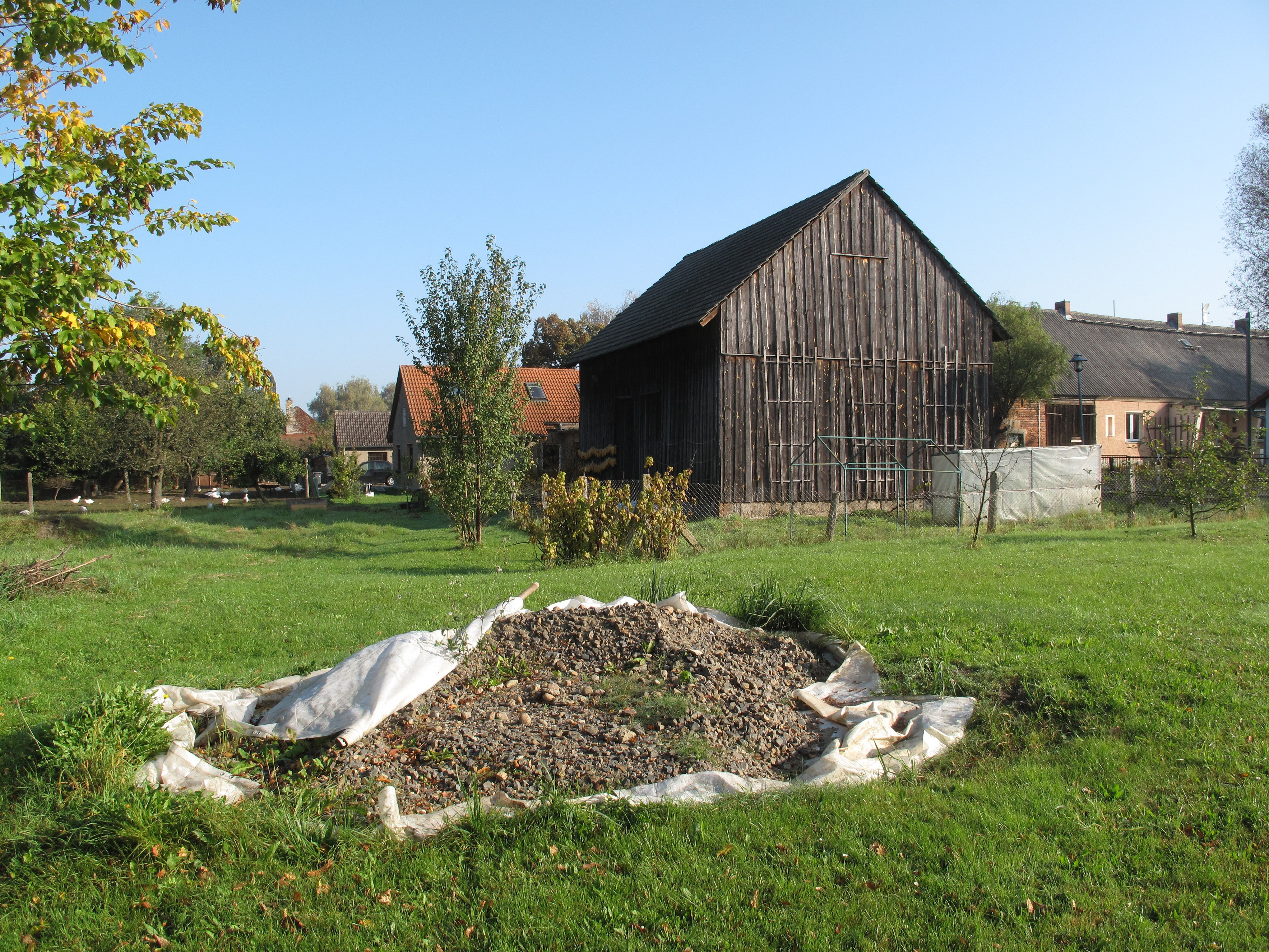
Wirtschaftsgebäude im historischen Zentrum Falkenbergs

Im Jahr 1743 waren in Falkenberg ein Meier, zwölf Kossäten, zwei Büdner, ein Schäfer und ein Hirte ansässig. Zwei Jahre später werden eine Schäferei und ein Weinberg erwähnt. Mit 100 Einwohnern ist 1774 erstmals eine Einwohnerzahl verzeichnet. Für 1801 werden angegeben: 10 Ganzkossäten, 8 Einlieger, Krug; Amtsvorwerk; 15 Bauernhufen, 19 Ritterhufen; 18 Feuerstellen; insgesamt 122 Einwohner. 1818 stieg die Einwohnerzahl auf 144 und sank 1837 leicht auf 139, die sich auf das Dorf und das Erbpachts-Vorwerk verteilten. Im Erhebungsjahr 1858 hatte Falkenberg insgesamt 187 Einwohner und gliederte sich in
- das Dorf mit zwei öffentlichen Gebäuden, 19 Wohn-, 31 Wirtschaftsgebäuden und 129 Einwohnern. Die Fläche von 561 Morgen verteilte sich auf 2 Morgen Gehöfte, 34 Morgen Gartenland, 464 Morgen Acker, 17 Morgen Wiese und 44 Morgen Weide, und
- das Vorwerk (Gut) mit 8 Wohn-, 8 Wirtschaftsgebäuden und 58 Einwohnern. Die Fläche von 1004 Morgen verteilte sich auf 3 Morgen Gehöfte, 9 Morgen Gartenland, 812 Morgen Acker, 43 Morgen Wiese, 112 Morgen Weide und 25 Morgen Wald.[5]

| Bevölkerungsentwicklung von 1774 bis 2013 | Bevölkerungsentwicklung von 1774 bis 2013 | Bevölkerungsentwicklung von 1774 bis 2013 | Bevölkerungsentwicklung von 1774 bis 2013 | Bevölkerungsentwicklung von 1774 bis 2013 | Bevölkerungsentwicklung von 1774 bis 2013 | Bevölkerungsentwicklung von 1774 bis 2013 | Bevölkerungsentwicklung von 1774 bis 2013 | Bevölkerungsentwicklung von 1774 bis 2013 | Bevölkerungsentwicklung von 1774 bis 2013 | Bevölkerungsentwicklung von 1774 bis 2013 | Bevölkerungsentwicklung von 1774 bis 2013 | Bevölkerungsentwicklung von 1774 bis 2013 | Bevölkerungsentwicklung von 1774 bis 2013 | Bevölkerungsentwicklung von 1774 bis 2013 | Bevölkerungsentwicklung von 1774 bis 2013 | Bevölkerungsentwicklung von 1774 bis 2013 | Bevölkerungsentwicklung von 1774 bis 2013 | Bevölkerungsentwicklung von 1774 bis 2013 | Bevölkerungsentwicklung von 1774 bis 2013 |
| ----------------------------------------- | ----------------------------------------- | ----------------------------------------- | ----------------------------------------- | ----------------------------------------- | ----------------------------------------- | ----------------------------------------- | ----------------------------------------- | ----------------------------------------- | ----------------------------------------- | ----------------------------------------- | ----------------------------------------- | ----------------------------------------- | ----------------------------------------- | ----------------------------------------- | ----------------------------------------- | ----------------------------------------- | ----------------------------------------- | ----------------------------------------- | ----------------------------------------- |
| Jahr                                      | 1774                                      | 1801                                      | 1818                                      | 1837                                      | 1858                                      | 1875                                      | 1895                                      | 1910                                      | 1925                                      | 1933                                      | 1939                                      | 1946                                      | 1964                                      | 1971                                      | 1981                                      | 1992                                      | 1994                                      | 1996                                      | 2013                                      |
| Einwohner                                 | 100                                       | 122                                       | 144                                       | 139                                       | 187                                       | 198                                       | 163                                       | 195                                       | 238                                       | 182                                       | 189                                       | 314                                       | 244                                       | 218                                       | 178                                       | 164                                       | 151                                       | 162                                       | 189                                       |

### Vereinigung von Gut und Dorf 1928, Entwicklung 1895 bis 1939
Im Jahr 1895 war die Einwohnerzahl Falkenbergs auf 163 gesunken, davon entfielen 111 Einwohner auf das Dorf und 52 auf das Gut. 1900 bestand das Dorf aus 19 und das Gut aus 7 Häusern. Das Land des Dorfs erstreckte sich über 155 Hektar (darunter 137 ha Acker und Gartenland, 6 ha Wiese, 2 ha Weide und 2 ha Forst), das Land des Guts auf 286 Hektar (darunter 243 ha Acker und Gartenland und 18 ha Wiese).
Im folgenden Vierteljahrhundert erhöhte sich die Einwohnerzahl deutlich – für 1925 sind insgesamt 238 Bewohner genannt. 1928 wurde der Gutsbezirk mit der Gemeinde Falkenberg vereinigt, die 1931 als Landgemeinde mit 37 Wohnhäusern und 441 Hektar (zum Vergleich Gemarkung im Jahr 2013: 421 Hektar) verzeichnet wurde. Zu Beginn des Zweiten Weltkriegs, 1939, bestanden 16 land- und forstwirtschaftliche Betriebe, die sich wie folgt aufteilten: ein Betrieb mit über 100 ha, sieben Betriebe mit 10–20 ha, drei mit 5–10 ha und fünf mit 0,5–5 ha.

### Umsiedler, Neue Herrlichkeit, LPG in der DDR-Zeit

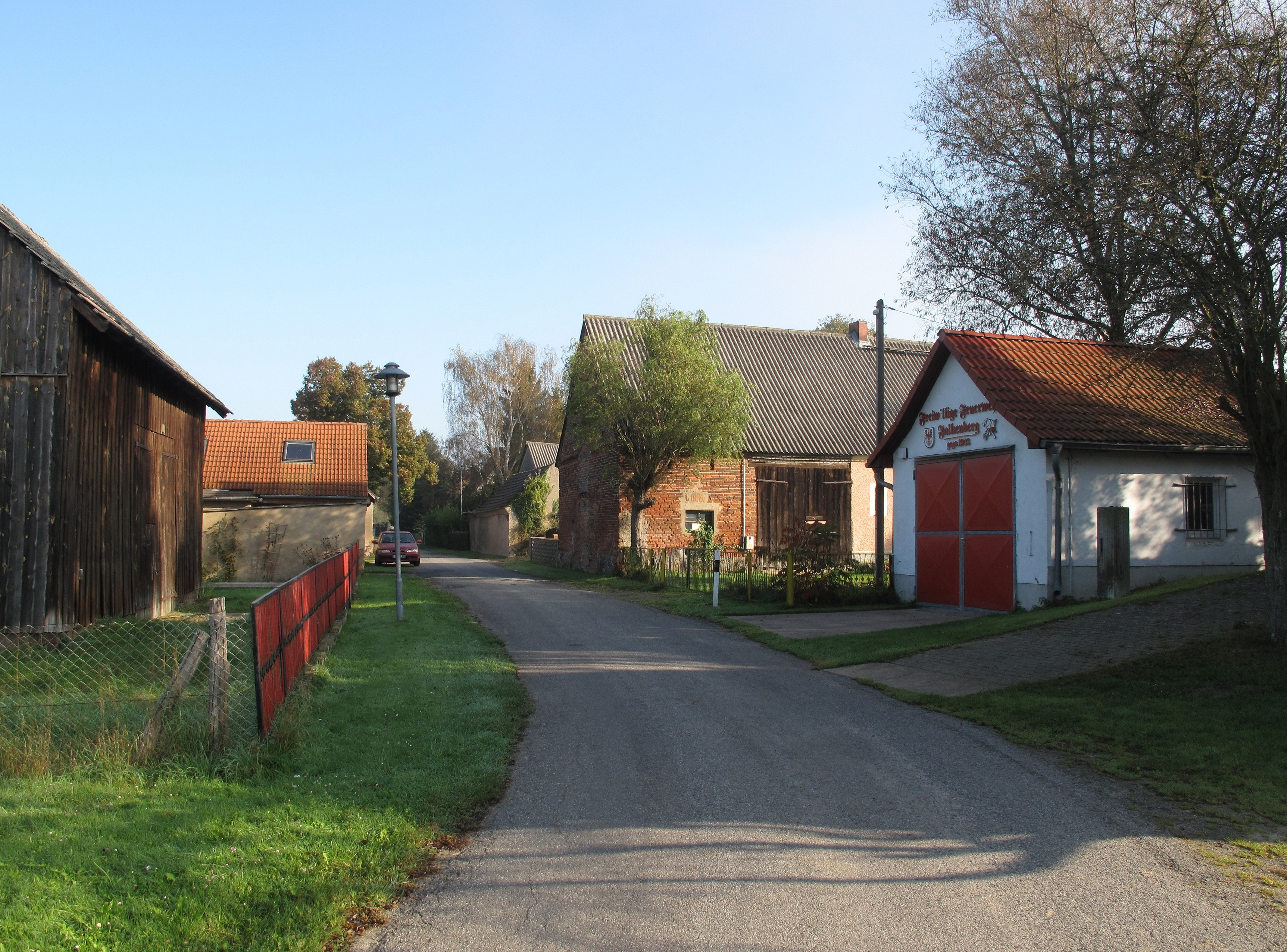
Wirtschaftsgebäude und FF im Zentrum Falkenbergs

In der SBZ-Zeit erreichte Falkenberg 1946 mit 374 seinen höchsten Einwohnerstand, der dann kontinuierlich abnahm mit 244 im Jahr 1964, 218 im Jahr 1971 und 178 im Jahr 1981 (Stand 2013: 189). Der Einwohnerhöchststand 1946 war auf die Bodenreform und den Befehl der sowjetischen Militäradministration zurückzuführen, Land an Umsiedler aus den Gebieten jenseits der Oder und an landlose und landarme Bauern zu verteilen. 1946 wurden 547 Hektar an 8 Landarbeiter und landlose Bauern (44 ha), 5 landarme Bauern (45 ha), 49 Umsiedler (417 ha) und die Behörden der Selbstverwaltung (41 ha) verteilt.
Im Jahr 1950 (wie auch 1957) war Falkenberg als Landgemeinde mit dem Wohnplatz „Neue Herrlichkeit“ verzeichnet. Das Ackergehöft, nördlich von Falkenberg gelegen, wurde erstmals im Preußischen Urmesstischblatt von 1846 vermerkt (siehe Karte oben) und gehörte zuvor und gehört auch im 21. Jahrhundert wieder zu Buckow. 1895 bestand das Etablissement aus einem Wohngebäude mit sechs, 1925 mit vier Einwohnern. Mit dem Namen Neue Herrlichkeit wollten die Siedler nach Darstellung des Brandenburgischen Namenbuchs ihre Hoffnung und ihre Freude am neuen Besitz ausdrücken.
In der sogenannten „Kollektivierungsphase“ der DDR zwischen 1952 und 1960 mit dem staatlich organisierten Zusammenschluss von privaten Betrieben zu genossenschaftlichen Großbetrieben entstand 1952 in Falkenberg eine Landwirtschaftliche Produktionsgenossenschaft (LPG) vom Typ I, die 1953 in den eher seltenen Typ III überführt wurde. 1960 gab es eine LPG Typ I mit 10 Betrieben, 18 Mitgliedern und 62 ha bewirtschafteter Nutzfläche sowie eine LPG Typ III mit 31 Betrieben, 84 Mitgliedern und 385 ha Nutzfläche. 1966 erfolgte der Zusammenschluss zum Typ III. 1973 wurde die LPG Premsdorf (Wohnplatz von Görsdorf) der Falkenberger LPG zugeschlagen.

## Kirche und kirchliche Verfassung
Bei der Ersterwähnung 1495 listeten die Meißener Bistumsmatrikel Falkenberg als eine von 16 Kirchen auf, die zur Sedes (Erzpriesterstuhl) Beeskow gehörten. Im Stichjahr 1600 ist sie als von Tauche kurierte (betreute) Mutterkirche (mater) verzeichnet; das Kirchenpatronat lag in diesem Jahr bei den Grundherren von Hobeck. Das Kirchgebäude wurde wahrscheinlich im Dreißigjährigen Krieg (1618–1648) zerstört. 1652 war die Falkenberger Pfarrei Tochterkirche von Tauche und 1685 wurde sie dem Pfarrer von Tauche als Union zugelegt. 1745 ist sie als Mater vagans (Mutterkirche ohne eigenes Pfarramt) angegeben. 1770 wurde der Kirchbau abgerissen und Falkenberg in Tauche eingepfarrt. Die Inspektion oblag bis 1738 Beeskow, anschließend Königs Wusterhausen und ab 1817 der Superintendentur Beeskow. Im 21. Jahrhundert ist Falkenberg Teil der Evangelischen Kirchengemeinde Tauche in der Evangelischen Kirche Berlin-Brandenburg-schlesische Oberlausitz.
Die abgerissene Kirche wurde nicht ersetzt. Sie befand sich auf dem Friedhof, auf dem Fundamente gefunden wurden und auf dem noch (Stand 2014) ein steinernes Gewölbe steht, in dem bis zum Ersten Weltkrieg eine Glocke hing.

## Infrastruktur und Dorfleben

### Verwaltung, Wirtschaft, Nahversorgung

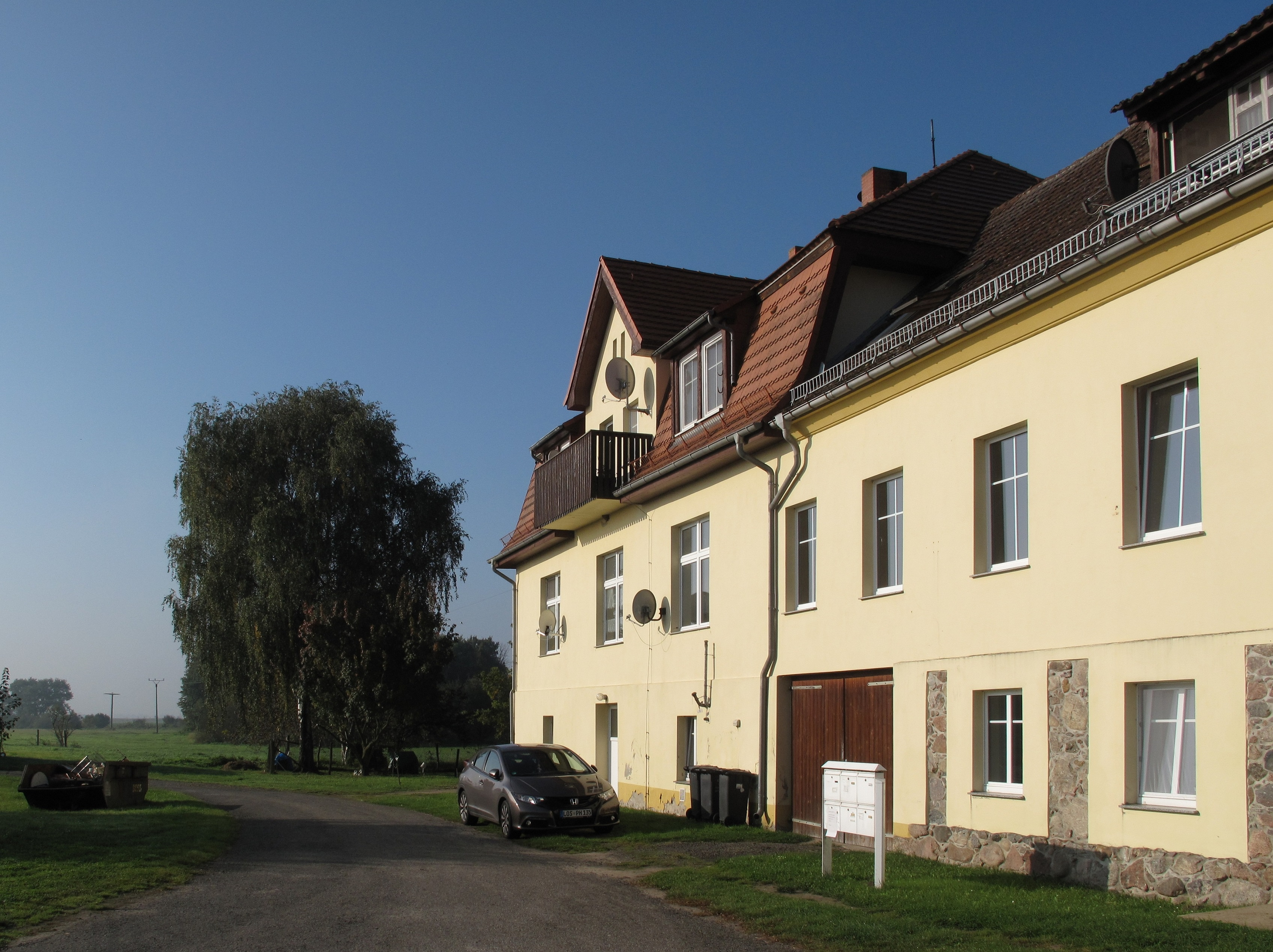
Ehemaliges Gutshaus, privatisiertes Wohnhaus (Rückseite)

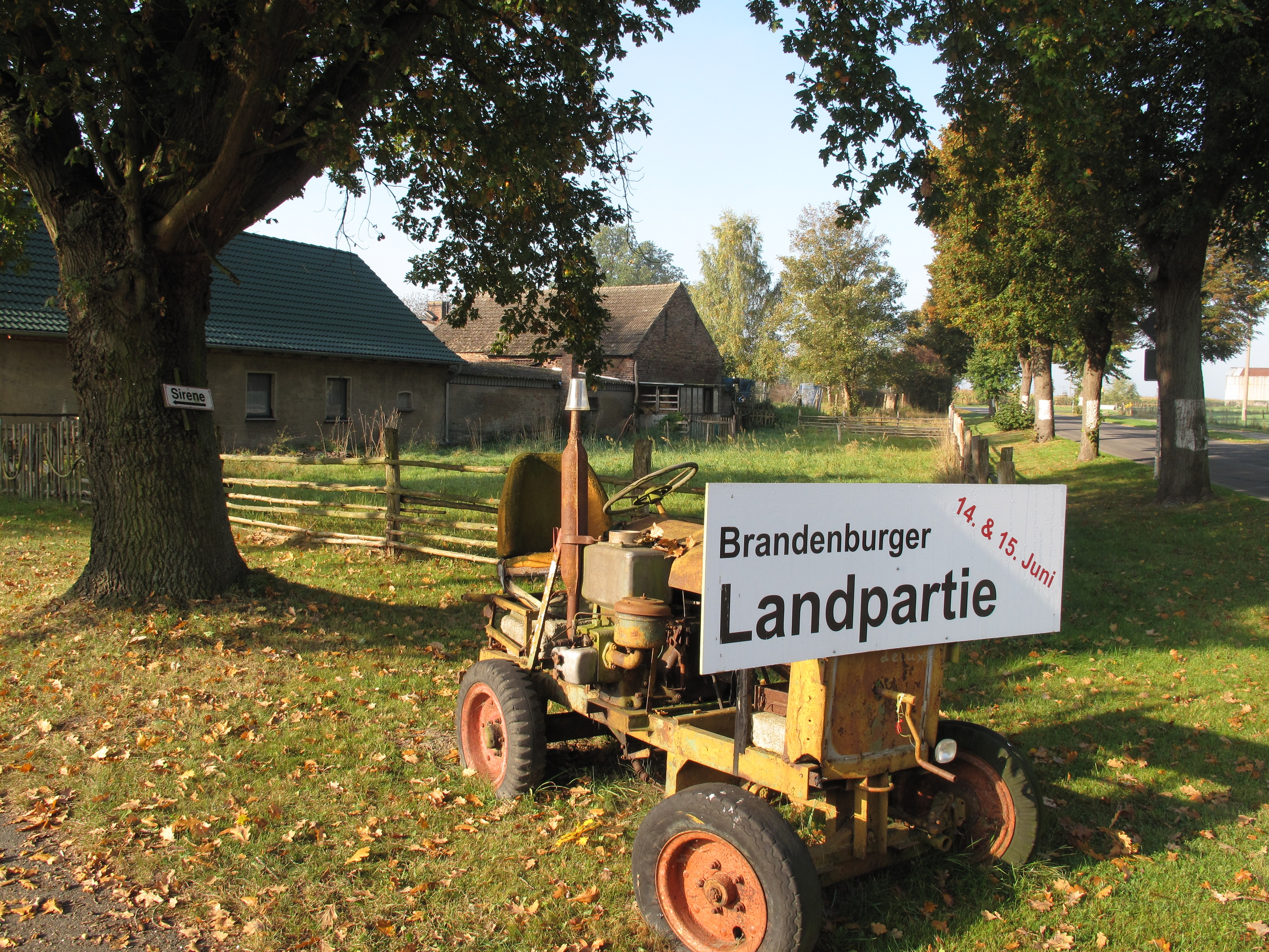
Hinweis auf die Brandenburger Landpartie 2014 am Ortseingang/alten Gutshof

Anlässlich der Deutschen Wiedervereinigung wurde der Landkreis Beeskow 1990 dem wiedergegründeten Land Brandenburg zugesprochen. 1992 wurde Falkenberg in das neugegründete Amt Tauche/Trebatsch eingegliedert, aus dem 2001 die neue, ab 2003 amtsfreie Gemeinde Tauche hervorging. In der Gemeindeversammlung Tauche ist Falkenberg durch einen Ortsvorsteher und durch einen dreiköpfigen Ortsbeirat vertreten.
Ackerbau und Viehzucht bestimmen nach wie vor das Wirtschaftsleben des Dorfes; Industrie und handwerkliche Betriebe gibt es nicht. Größter Betrieb ist die 1991 gegründete „Horst Müller, Dieter Hönicke & Olaf Sandrowsky GbR“, die auf dem ehemaligen Gutshof unter dem Handelsnamen „Falkenberger GbR“ vor allem Milch und in geringem Maß Feldfrüchte vertreibt. Der Schwerpunkt der Firma liegt in der Viehzucht, der Haltung von Milchkühen und der Milcherzeugung. Das ehemalige, vergleichsweise bescheidene Gutshaus am Rand des Geländes wird inzwischen als privates Wohnhaus genutzt. Da im Dorf keine Gaststätten, Pensionen und Geschäfte vorhanden sind, erledigen die Falkenberger ihre Nahversorgung im rund zwei Kilometer entfernten Tauche.

### Freiwillige Feuerwehr, Brandenburger Handdruckspritzen-Treffen und Landpartie
Um den Brandschutz des Dorfs kümmert sich die 1923 gegründete Freiwillige Feuerwehr Falkenberg, die über ein kleines Feuerwehrhaus und Löschfahrzeug verfügt. Seit 2013 führen die Feuerwehr und die Firma Kutschen-Ruß auf dem ehemaligen Landgut jährlich das „Brandenburger Handdruckspritzen-Treffen“ durch. Zu dem Treffen 2014 gehörten ein historischer Feuer-Spritzen-Korso, ein Handdruckspritzenwettbewerb, ein historischer Löschangriff Nass mit alten Handdruckspritzen und Prämierungen für die Handdruckspritzen. Umrahmt wurde die Veranstaltung mit Blasmusik, Markttreiben und Trödelmarkt.
Eingebettet war das Treffen in die seit 1994 stattfindende Veranstaltungsreihe „Brandenburger Landpartie“, die das Programm unter anderem mit einem Hoffest, Tanz und Reitangeboten ergänzte. Laut Angabe von Jörg Vogelsänger, Minister für Infrastruktur und Landwirtschaft des Landes Brandenburg, zählt die Brandenburger Landpartie alljährlich zu den publikumsstärksten und öffentlichkeitswirksamsten Initiativen auf dem Land. Ziel sei die Präsentation der Brandenburger Dörfer und ihrer Bauernhöfe, Gärtnereien, Fischereien und Forstbetriebe im Zeichen von Landlust und Landwirtschaft.

### Weitere Vereine und Veranstaltungen
Mitorganisiert werden die Brandenburger Landpartien vom „Dorfclub ‚Falkenberg 1495‘“. Der laut Gemeindedarstellung rührige Dorfclub führt zudem festliche Veranstaltungen wie Weihnachtsbaumfeuer und Osterfeuer oder Kinder- und Senioren-Weihnachtsfeiern, Fastnachtsfeste mit Zampern und Eierkuchenball, Maibaumfeste, Halloween-Umzüge für Kinder, Seniorentreffen und Rommé- sowie Skat-Turniere durch. Darüber hinaus gibt es in Falkenberg einen ehrenamtlich geleiteten Jugendclub.
Für den Sport steht den Dorfbewohnern der 1921 gegründete „SV Tauche e. V.“ zur Verfügung, dessen Sportstätten in der Wulfersdorfer Straße nahe bei Falkenberg liegen. Der Verein bietet mehrere Sportarten an, darunter Tennis und Fußball. Die Fußballabteilung nimmt mit mehreren Junioren-, einer Altherren-, einer Herren- und einer Frauenmannschaft am Ligabetrieb teil. Mit Stand 2014 spielten die Fußballfrauenmannschaft und die Herrenmannschaft auf der Ebene der Kreisliga.

### Außenstelle des Richard-Aßmann-Observatoriums
Auf dem Gebiet Falkenbergs befindet sich ein Messfeld des Lindenberger Richard-Aßmann-Observatoriums, das ab 1996 erprobt wurde und seit 1998 in Betrieb ist. Die Außenstelle besteht aus einem 99 und einem 10 Meter hohen Messmast, die beide in Form abgespannter Stahlfachwerkkonstruktionen ausgeführt wurden, einem SODAR und Eddy-Kovarianz-Turbulenz-Messsystemen. Das Grenzschichtmessfeld (GM) Falkenberg dient der Erfassung und Überwachung grundlegender mikrometeorologischer Parameter im Erdboden, an der Erdoberfläche und in der bodennahen Atmosphäre wie der Bodentemperatur, der Windrichtung und des Luftdrucks.

„Als Standort für das Messfeld wurde eine ebene, in der klimatologischen Hauptwindrichtung über mehr als 1 km hindernisfreie Fläche nahe der Ortschaft Falkenberg etwa 5 km südlich von Lindenberg ausgewählt, da das Gelände des Observatoriums selbst aufgrund seiner topographischen Gegebenheiten für die Durchführung repräsentativer Messungen in der Boden- und unteren Grenzschicht nicht geeignet ist. Die Vegetation auf dem Messfeld besteht aus verschiedenen Gräsern mit unterschiedlicher Bewuchsdichte und in natürlicher Weise durchmischt mit zahlreichen (Un-) Kräutern, Leguminosen etc. Die mittlere Bestandeshöhe wird durch mehrfache Mahd im Verlaufe eines Jahres kleiner 20 cm gehalten.“